# Rodus & Lucius
Rodus & Lucius is een album van Rowwen Hèze. Het werd op cd uitgebracht door RHAM op 7 september 2006 en kwam op 15 september op de eerste plaats binnen in de Album Top 100. Daarmee was Rowwen Hèze de eerste dialectband die een nummer 1-notering in deze lijst had.
Het gehele album werd in mei en juni 2006 opgenomen in boerderij "De Kruishoeve" te Meterik. Tijdens de opnames waren de twee honden die er wonen, genaamd Rodus en Lucius, vrijwel continu bij de bandleden aanwezig. Naast het feit dat de cd-hoes is voorzien van foto's van de boerderij én de twee honden, is ook besloten de cd naar Rodus en Lucius te vernoemen, hetgeen de ietwat merkwaardige naam van het album verklaart. Tijdens de cd-presentatie in de Melkweg en het Slotconcert in America waren zij ook kort op het podium aanwezig.
Het wellicht meest opvallende nummer op het album is het romantische Droemvlucht: een duet met de Friese fado-zangeres Nynke Laverman. Het nummer is een bewerking van Shakespeares Midzomernachtsdroom. Bij het album is een lege, beschrijfbare dvd meegeleverd, waarvoor men zelf content kan downloaden van de Rowwen Hèze-website.

## Singles
Van het album Rodus & Lucius werden drie nummers op cd-single uitgebracht. Eerst verscheen Vechte, valle en opstoan, daarna Kilomeaters en in april 2007 werd Droemvlucht uitgebracht.

## Nummers
| Nr. | Titel                            | Schrijver(s)                   | Duur |
| --- | -------------------------------- | ------------------------------ | ---- |
| 1.  | 50 Joar                          | Santiago Jiménez, Jack Poels   | 4:21 |
| 2.  | Niks an de hand                  | Jack Poels                     | 3:55 |
| 3.  | Vechte, valle en opstoan         | Jack Poels                     | 3:39 |
| 4.  | Blaad an de palm                 | Jack Poels                     | 5:43 |
| 5.  | Kilomeaters                      | Santiago Jiménez, Jack Poels   | 3:48 |
| 6.  | Lentenacht                       | Jack Poels                     | 4:34 |
| 7.  | 'T Greune monster                | Jack Poels                     | 4:14 |
| 8.  | Droemvlucht (met Nynke Laverman) | Jack Poels                     | 6:00 |
| 9.  | Beer                             | Jack Poels                     | 3:47 |
| 10. | Dag geluk                        | Santiago Jiménez, Jack Poels   | 3:04 |
| 11. | Shane                            | Jack Poels                     | 4:35 |
| 12. | Krokodillelearelaarze            | Jack Poels                     | 2:58 |
| 13. | Beater wear                      | Tren van Enckevort, Jack Poels | 2:36 |